# Tenuitella
Tenuitella es un género de foraminífero planctónico de la familia Globigerinidae, de la superfamilia Globorotalioidea, del suborden Globigerinina y del orden Globigerinida. Su especie tipo es Globorotalia gemma. Su rango cronoestratigráfico abarca desde el Luteciense (Eoceno medio) hasta la Actualidad.

## Descripción
Tenuitella incluía especies con conchas trocoespiraladas, de trocospira baja o plana, y de forma discoidal-globular; sus cámaras eran subesféricas a ovaladas; sus suturas intercamerales eran rectas o curvas, e incididas; su contorno ecuatorial era lobulado, y subredondeado a subcuadrado; su periferia era redondeada o subpentagonal, y ligeramente lobulada; su ombligo era pequeño y estrecho; su abertura principal era interiomarginal, umbilical-extraumbilical o extraumbilical, con forma de arco alto o bajo y rodeada por un labio; presentaban pared calcítica hialina, microperforada, y superficie lisa o ligeramente pustulada.

## Discusión
Clasificaciones posteriores han incluido Tenuitella en la familia Tenuitellidae.

## Ecología y Paleoecología
Tenuitella incluía especies con un modo de vida planctónico, de distribución latitudinal cosmopolita, preferentemente tropical a templado, y habitantes pelágicos de aguas intermedias e profundas (medio mesopelágico a batipelágico superior), en la zona de mínima oxigenación.

## Clasificación
Tenuitella incluye a las siguientes especies:
- Tenuitella anfracta
- Tenuitella clemenciae
- Tenuitella gemma
- Tenuitella insolita
- Tenuitella iota
- Tenuitella jamesi
- Tenuitella minutissima
- Tenuitella munda
- Tenuitella neoclemenciae
- Tenuitella postcretacea
- Tenuitella pragemma
- Tenuitella pseudoedita
- Tenuitella selleyi

Otras especies consideradas en Tenuitella son:
- Tenuitella andamanica
- Tenuitella clarkei, aceptado como Globigerinita clarkei o como Turborotalita clarkei
- Tenuitella danvillensis
- Tenuitella fleisheri
- Tenuitella kyrtomina
- Tenuitella neobrevispira
- Tenuitella neoclemenciae
- Tenuitella parkerae